# Gromadka (plaats)
Gromadka (Duits: Gremsdorf) is een dorp in het Poolse woiwodschap Neder-Silezië, in het district Bolesławiecki. De plaats maakt deel uit van de gemeente Gromadka en telt ca. 6000 inwoners.

## Verkeer en vervoer
- Station Gromadka